# Bartoszewszczyzna
Bartoszewszczyzna (hist. Bartowszczyzna) – dawna gajówka. Tereny, na których leżała, znajdują się obecnie na Litwie, w okręgu wileńskim, w dzielnicy Werki, w Wilnie.

## Historia
W dwudziestoleciu międzywojennym leżała w Polsce, w województwie wileńskim, w powiecie wileńsko-trockim, w gminie Rzesza. W 1931 miejscowość liczyła 7 mieszkańców, zamieszkałych w 1 budynku.
Po II wojnie światowej w granicach Związku Sowieckiego. W czasach sowieckich zniesiona i włączona do Wanaginii. Od 1991 na niepodległej Litwie. W 1996 wraz z częścią Wanaginii została włączona w granice Wilna.